# Houari Belkhetouat
 (mars 2020).
Houari Belkhetouat est un footballeur international algérien né le 30 juin 1965 à Oran. Il évoluait au poste de milieu de terrain.

## Biographie
Houari Belkhetouat reçoit dix sélections en équipe d'Algérie. Il joue son premier match en équipe nationale le 11 décembre 1986, sous la direction de Guennadi Rogov.
En club, il évolue pendant 14 saisons avec l'équipe de l'ASM Oran.

## Palmarès
- Vice-champion d'Algérie en 1991 avec l'ASM Oran